# 堀大介
堀 大介（ほり だいすけ、1973年- ）は、日本の考古学者、佛教大学教授。専門は日本古代史。

## 人物・来歴
福井県鯖江市に生まれる。1996年に同志社大学文学部を卒業後、同大学院文学研究科に進み、2006年に博士課程を後期退学。
2008年「地域政権の考古学的研究 古墳成立期の北陸を舞台として」で博士号を取得（文化史学）。越前町織田文化歴史館学芸員をへて、佛教大学教授。
2022年に第34回濱田青陵賞受賞。

## 著書
- 『地域政権の考古学的研究 古墳成立期の北陸を舞台として』雄山閣、2009年
- 『泰澄和尚と古代越知山・白山信仰』雄山閣、2018年
- 『古代敦賀の神々と国家　古墳の展開から神仏習合の成立まで』雄山閣、2019年